# Antônio Barroso Pereira Júnior

Armas do segundo visconde de Entre-Rios.

Antônio Barroso Pereira Júnior, segundo barão e visconde de Entre-Rios, (Paraíba do Sul, ca. 1820 — Três Rios, 27 de janeiro de 1905), foi um fazendeiro brasileiro que, apesar de ter herdado as diversas propriedades rurais do pai, não herdou dele o entusiasmo pela vida política, não ocupando cargos públicos de maior relevância.
Filho de Antônio Barroso Pereira, primeiro barão e visconde de Entre-Rios, e de Claudina Venâncio de Jesus. Casou-se com Maria Cândida Pereira Belo, prima-irmã do Marechal Luís Alves de Lima e Silva, o duque de Caxias, e sobrinha de Hilário Joaquim de Andrade, o barão do Piabanha.
Oficial da Imperial Ordem da Rosa. Recebeu o baronato por decreto imperial de 28 de agosto de 1877 e o viscondado por decreto imperial de 17 de fevereiro de 1883. Faz referência a Entre-Rios, Rio de Janeiro.